# Priapella lacandonae
Priapella lacandonae is een straalvinnige vissensoort uit de familie van de levendbarende tandkarpers (Poeciliidae). De wetenschappelijke naam van de soort is voor het eerst geldig gepubliceerd in 2011 door Meyer, Schories & Schartl.